# 萨曼甘省
萨曼甘省（波斯語：د سمنګان ولايت）位於阿富汗中部，與巴爾赫省、巴格蘭省、巴米揚省、昆都士省、薩爾普勒省等省份相鄰。该省总面积为6,425平方英里(16,640平方公里) 总人口约406,000人。行政中心为艾巴克。2002年3月3日，该省發生地震，造成数千人伤亡。 

## 行政区划
萨曼甘省辖有7个县。